# Lijst van spelers van SV Waldhof Mannheim
Deze lijst omvat voetballers die bij de Duitse voetbalclub SV Waldhof Mannheim spelen of gespeeld hebben. De namen van de spelers zijn alfabetisch gerangschikt.

## A
- Yasar Acik
- Gustav Adam
- Echendu Adiele
- Werner Adler
- Rainer Adolf
- Günther Ahlbach
- Jonathan Akpoborie
- Mariusz Andai
- Michael Aničić
- Heinz Appel
- Hans-Jürgen Arnswald
- Ken Asaeda
- Hakan Atik
- Jakob Attner

## B
- Ioannis Babas
- Christof Babatz
- Ingo Backert
- Hanno Balitsch
- Nassim Banouas
- Zdravko Barisic
- Bernd Bartels
- Enrico Barth
- Clirim Bashi
- Patrick Bauder
- Werner Bauder
- Oskar Bauer
- Stefan Baumann
- Paul Behres
- Christian Beisel
- Erol Bekir
- Mario Benincasa
- Rainer Benzler
- Dietmar Berchtold
- Erwin Berger
- Karl Bielmeier
- Atilla Birlik
- Matthias Blum
- Christoph Böcher
- Manfred Bockenfeld
- Michael Bodnar
- Jens Boehnke
- Daniel Bogdanovic
- Wolfgang Böhni
- Sven Bopp
- Ronny Borchers
- Pascal Borel
- Márcio Borges
- Mounir Boukadida
- Martin Bremer
- Hermann Bretzing
- Günter Bruckert
- Daniel Bühler
- Karl-Heinz Bührer
- Zeno Bundea
- Giuseppe Burgio
- Damir Burić

## C
- Zlatan Cajkovski
- Daniel Camus
- Hajrudin Catic
- Hakan Cengiz
- Niko Chatzis
- Lamine Cissé
- Andreas Clauß
- Jure Colak
- Frederick Commodore
- Albert Conrad
- Reinhold Cornelius
- Oscar Corrochano
- Janis Crone
- Zvezdan Cvetković
- Marek Czakon

## D
- Gerd Dais
- Željko Dakić
- Klaus Dalmus
- Christian Dausel
- Vllaznim Dautaj
- Matthias Dehoust
- Almir Delic
- Ugur Demirkol
- Erwin Deyhle
- Roland Dickgießer
- Afrim Dinarica
- Marco Dittgen
- Lothar Dittmer
- Georgi Donkov
- Matteo Dorn
- Waffi Douaydari
- Ernst Drayß
- Zdravko Drinčić
- Jürgen Dringelstein
- Walter Duttenhofer

## E
- Hans Eberhardt
- Bernd Eck
- Dieter Eckstein
- Reiner Edelmann
- Rudolf Edelmann
- Stefan Egger
- Peter Eich
- Philipp Eich
- Henrik Eichenauer
- Bernd Eigner
- Gilles Ekoto-Ekoto
- Karl-Heinz Emig
- Karl Engelhardt
- Otto Engelhardt
- Thomas Epp
- Josef Erb
- Umut Erdoğan
- Ronny Ernst
- Timur Eroglu
- Everaldo

## F
- David Fall
- Reinhold Fanz
- Thomas Faulstich
- Fitim Fazlija
- Andreas Fellhauer
- Adis Ferhatovic
- Demal Fetic
- Christian Fickert
- Dieter Finke
- Hubert Fischer
- Jürgen Fischer
- Bernd Förster
- Dieter Förster
- Thomas Franck
- Uwe Freiler
- Stefan Frödert

## G
- Sebastian Gajda
- Christopher Gäng
- Kurt Gärtner
- Sebastian Gau
- Maurizio Gaudino
- Dennis Geiger
- Patrick Geissinger
- Theo Georgiadis
- Ivo Georgiev
- Jens Gerlach
- Niklas Ginter
- Klaus Gjasula
- Christian Gmünder
- Sebastian Göbig
- Alexander Göhring
- Viktor Göhring
- Reinhold Gölz
- Mario Göttlicher
- Erich Grab
- Filippo Graziano
- Thomas Gronbach
- Dominik Groß
- Christian Grujicic
- Ernst Grünhag
- Ludwig Günderoth
- Bjarki Gunnlaugsson
- Günter Güttler

## H
- Patrick Haag
- Enis Hajri
- Christopher Hammer
- Oda Hamodi
- Karl-Heinz Harm
- Uwe Hartenberger
- Eduard Hartmann
- Frank Haun
- Fabrizio Hayer
- Daniel Hecht
- Werner Heck
- René Hecker
- Dieter Hecking
- Ernst Heermann
- Sandor van der Heide
- Oliver Heil
- Heinz Heim
- Dieter Heimen
- Hans Hein
- Fabian Heinrich
- Bernhard Heldt
- Sepp Herberger
- Georg Herbold
- Kai Herdling
- Daniel Herm
- Valentin Herr
- Thomas Herz
- Hans Heßler
- Günter Hester
- Helmut Hilpert
- Walter Höchenberger
- Christopher Hock
- Thomas Hoersen
- Lutz Hofmann
- Norbert Hofmann
- Karl Höger
- Heinz Hohmann
- Achim Hollerieth
- Reiner Hollich
- Ronald Hoop
- Karl-Heinz Horn
- Lorenz Horr
- Franz Höß
- Patrick Huckle
- Willi Hutter

## I
- Emeka Ifejiagwa
- Cihad Ilhan
- Sandro Inguanta
- Emin Ismaili
- Roumen Ivanov

## J
- Igor Jancevski
- Petri Järvinen
- Dirk Jörns
- Julian Jourdan
- Slobodan Jovanic
- Bo Elvar Jørgensen
- Nicolas Jüllich

## K
- Kakhaber Kacharava
- Michael Kaiser
- Yannick Kakoko
- Georgios Karagiannis
- Florian Karlein
- Frank Kastner
- Christian Katins
- Sebastian Kaul
- Sven Kegel
- Heinz Keimig
- Enrico Kern
- Rudi Keßler
- Vasily Khomutovsky
- Erwin Kiefer
- Willi Kiefer
- Thomas Kies
- Min-Hai Kim
- Hans-Günter Kirchhof
- Norbert Kirschner
- Benjamin Kirsten
- Jörg Kirsten
- Volker Kispert
- Christian Klaus
- Urban Klausmann
- László Klausz
- Hans Klein
- Heinz Kling
- Bernd Klotz
- Patrick Klyk
- Stefan Knapp
- Thomas Knerr
- Kevin Knödler
- Andrzej Kobylanski
- Cübeyt Kocabicak
- Kenan Kocak
- Sascha Koch
- Jürgen Kohler
- Markus Kolke
- Reinhold König
- Michael Köpper
- Rainer Korlatzki
- Karl-Heinz Kott
- Stevan Kovacevic
- Krzysztof Kowalik
- Georg Krämer
- Abedin Krasniqi
- Jurij Krause
- Raphael Krauß
- Manfred Krei
- Kenneth Kronholm
- Waldemar Ksienzyk
- Eugen Kuhn
- Dirk Kurtenbach
- Hans Kyei

## L
- Walter Lachmann
- Carsten Lakies
- Marco Langner
- Patrick Langohr
- Marco Laping
- Henrik Larsen
- Thomas Lasser
- Andreas Lässig
- Kari Laukkanen
- Frank Laviani
- Rolf Lederer
- Josef Leist
- Sascha Leitz
- Kurt Lennert
- Emil Leupold
- Tim Leuthner
- Sascha Licht
- Torsten Lieberknecht
- Klaus Link
- Paul Linz
- Frank Lippmann
- Paul Lipponer
- Theodor Lohrmann
- Angelo Lucchese
- Jürgen Luginger
- Roland Luksch
- Matthias Lust
- Michael Lutz
- Peter Lux

## M
- Cesar M'Boma
- Stephan Maas
- Dennis Mackert
- Rudi Maier
- Sascha Maier
- Jürgen Makan
- Helmut Maklicza
- Yuriy Maksimov
- Oliver Malchow
- Blaise Mamoum
- Marijo Marić
- Patrick Marschlich
- Ernst Martin
- Hans Mayer
- Karl Mayer
- Edwards Agbai Mba
- Rafael Mea Vitali
- Ermin Melunovic
- Dalio Memic
- Uwe Meyer
- Karl-Heinz Mießmer
- Dennis Mödinger
- Adam Modl
- Herbert Molenda
- Matteo Monetta
- David Montero
- Vallon Muja
- Jochen Müller
- Thorsten Müller
- Carl Murphy
- Fisnik Myftari

## N
- Richard Naawuh
- Norbert Nachtweih
- Jörg Neun
- Werner Nickel
- Nelson Nsowah
- Ali Nuhic
- Carsten Nulle
- Henry Nwosu

## O
- Frank Ockert
- Hamodi Oda
- Michael Oelkuch
- Gabriel Okolosi
- Detlef Olaidotter
- Norman Olck
- Thomas Ollhoff
- Lucas Oppermann
- Victor Oppong
- Matthias Örüm
- Oliver Otto
- Serdar Özbek
- Ali Özgün

## P
- Jens Paeslack
- Ergün Pakel
- Roger Pandong
- Dariusz Pasieka
- Carlinhos Paulista
- Marc Pehr
- Willi Pennig
- Dmitriy Petrenko
- Gerhard Pilz
- Giancarlo Pinna
- Adrian Pisch
- Piu
- Gernot Plassnegger
- Willi Pohle
- Gustav Policella
- Wolfgang Poly
- Pavel Popovits
- Walter Pradt
- Edwin Preißler
- Harald Preuß
- Werner Protzel

## Q
- Ulf Quaisser
- Gregor Quasten

## R
- Amadou Rabihou
- Karl Ramge
- Marcel Rath
- Robert Ratkowski
- Uwe Rebholz
- Michael Rechner
- Rüdiger Rehm
- Mirko Reichel
- Michael Reith
- Thomas Remark
- Erich Rendler
- Hüseyin Renkli
- Thomas Renner
- Marian Respondek
- Daniel Reule
- Daniel Reuter
- Thomas Richter
- Hans Rihm
- Marc Ritschel
- Willi Ritz
- Lody Roembiak
- Gernot Rohr
- Oskar Rohr
- Volker Rohr
- Helmut Rombach
- Sascha Ropic
- Alfred Roscher
- Fritz Rößling
- Jean-Pierre Rubio-Sanchez
- Volker Rudel
- Heinz Rudloff
- Marco Rummenigge
- Teo Rus

## S
- Vilmar Barbosa Santos
- Jonah Sawieh
- Kurt Schäfer
- Helmut Schall
- Wolfram Schanda
- Frank Scheuber
- Thomas Scheuring
- Christian Schilling
- Bernd Schindler
- Volker Schlappner
- Fabian Schleusener
- Dieter Schlindwein
- Niels Schlotterbeck
- Olaf Schmäler
- Markus Schmid
- Frank Schmidt
- Heinz Schmitt
- Oliver Schmitt
- Frank Schmöller
- Manfred Schnalke
- Helmut Schneider
- Peter Schneider
- Robert Schneider
- Heinrich Schnitzer
- Rainer Scholz
- Daniel Schommer
- Alfred Schön
- Frank Schön
- Manfred Schröder
- Heinz Schrodt
- Michael Schüßler
- Dirk Schuster
- Rene Schwall
- Alois Schwartz
- Theo Schwendner
- Jörn Schwinkendorf
- Günter Sebert
- Vilmos Sebök
- Zamir Shpuza
- Lutz Siebrecht
- Georg Siegel
- Ludwig Siffling
- Oskar Siffling
- Otto Siffling
- Alessandro da Silva
- Ervin Skela
- Jörg Sobiech
- Marc Socher
- Dieter Soyez
- Giovanni Speranza
- Andrius Sriubas
- Slaven Stanic
- Paul Steiner
- Tom Stohn
- Stephan Straub
- Christopher Strauch
- Stefan Strerath
- Halim Stupac
- Tobias Sturm
- Mariusz Suszko
- Dimitri Suworow
- David Szabo

## T
- Samir Tabakovic
- Selim Teber
- Metin Telle
- Tequila
- Martin Thalmann
- Marius Todericiu
- Jozsef Török
- Bernhard Trares
- Martin Trieb
- Daniel Tsiflidis
- Dimitrios Tsionanis
- Pandelis Tsionanis
- Tzanko Tzvetanov

## U
- Maik Unfricht
- Gabriel Urdaneta
- Andjelko Urosevic
- Soner Uysal

## V
- Fatmir Vata
- Karl Vetter
- Denis Videc
- Ottó Vincze
- Roland Vogel
- Milenko Vukčević
- Miodrag Vukotic

## W
- Andreas Wagenhaus
- David Wagner
- Gottlieb Wagner
- Martin Wagner
- Benjamin Waldecker
- Christian Walter
- Fritz Walter
- Willi Walz
- Massih Wassey
- Uwe Wassmer
- Uwe Weidemann
- Matthias Weidenauer
- Fritz Weidinger
- Dennis Weiland
- Bernhard Weis
- Jürgen Willkomm
- Danny Winkler
- Evans Wise
- Kevin Wittke
- Torsten Wohlert
- Uwe Wolf
- Jörg Wolff
- Markus Wörner
- Christian Wörns

## X
- Zhan Xu

## Y
- Mallam Yahaya
- Erdal Yildiz
- Deniz Yilmaz

## Z
- Sven Zahnleiter
- Thomas Zechel
- Michael Zeyer
- Ning Zhou
- Adnan Zildzovic
- Uwe Zimmermann
- Stefan Zinnow
- Michael Zoll